# Okorsj
Okorsj (bulgariska: Окорш) är ett distrikt i Bulgarien.   Det ligger i kommunen Obsjtina Dulovo och regionen Silistra, i den nordöstra delen av landet, 300 km öster om huvudstaden Sofia.
Omgivningarna runt Okorsj är en mosaik av jordbruksmark och naturlig växtlighet. Runt Okorsj är det ganska glesbefolkat, med 45 invånare per kvadratkilometer.